# HK Slovan Gelnica

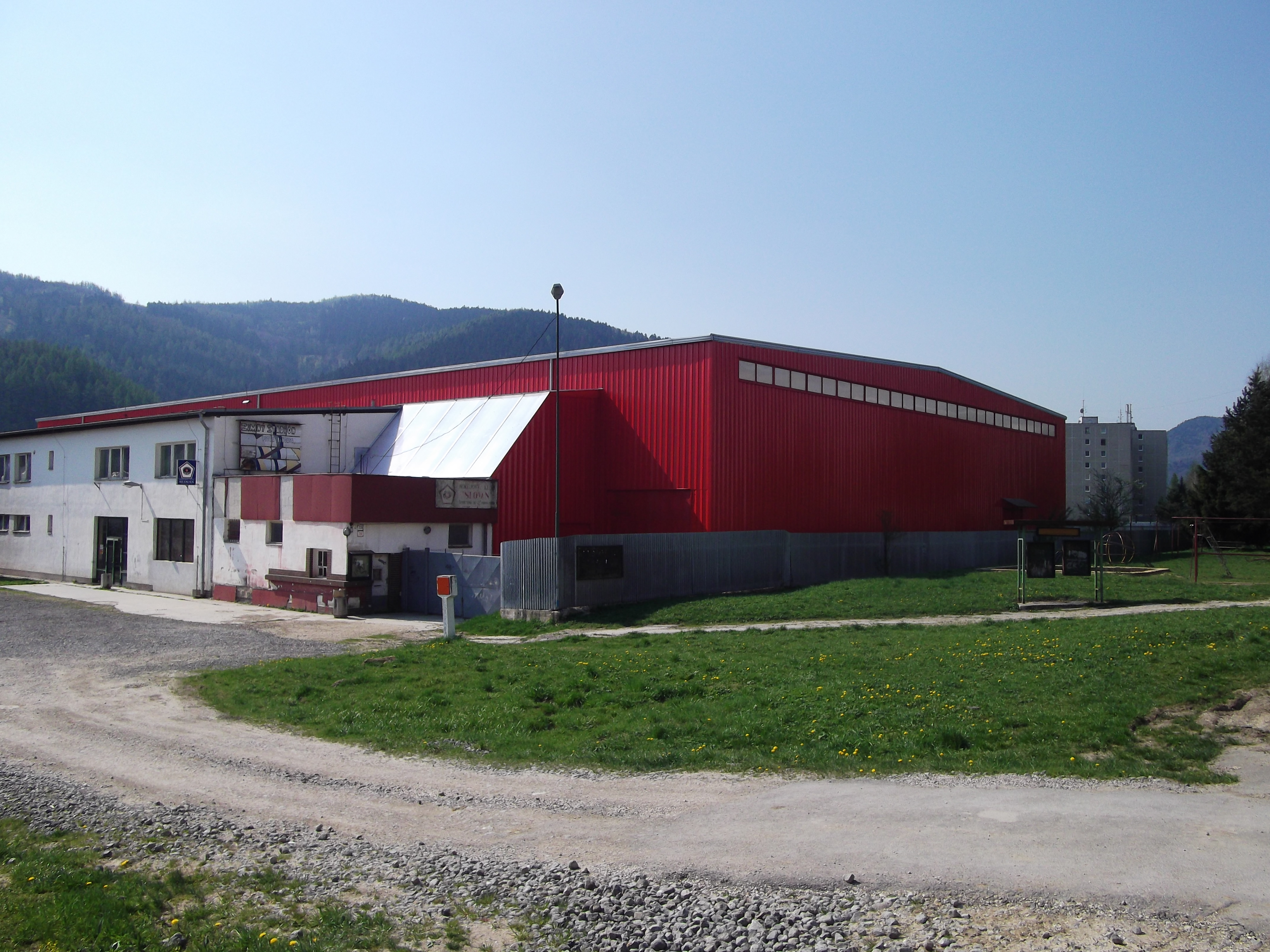
A gölnicbányai jégcsarnok

A HK Slovan Gelnica egy szlovák jégkorongcsapat Gölnicbányán. A klub a harmadosztályú 2. hokejová liga keleti csoportjában játszik.

## Története
A klubot 1949-ben alapították.

### Korábban használt nevek
- 1949 - HK Gelnica
- 1960 - TJ Slovan Gelnica
- 1994 - HK Slovan Gelnica

## Statisztikák
| Főcsoport (B csoport) | Főcsoport (B csoport) | Főcsoport (B csoport) | Főcsoport (B csoport) | Főcsoport (B csoport) | Főcsoport (B csoport) | Főcsoport (B csoport) | Főcsoport (B csoport) | Főcsoport (B csoport) | Alsóház (E csoport) | Alsóház (E csoport) | Alsóház (E csoport) | Alsóház (E csoport) | Alsóház (E csoport) | Alsóház (E csoport) | Alsóház (E csoport) | Alsóház (E csoport) | Rájátszás                         | Rájátszás                   | Rájátszás                   |
| Szezon                | LM                    | GY                    | GY. H.                | V. H.                 | V                     | G                     | P                     | Helyezés              | LM                  | GY                  | GY. H.              | V. H.               | V                   | G                   | P                   | Helyezés            | Negyeddöntő                       | Elődöntő                    | Döntő                       |
| --------------------- | --------------------- | --------------------- | --------------------- | --------------------- | --------------------- | --------------------- | --------------------- | --------------------- | ------------------- | ------------------- | ------------------- | ------------------- | ------------------- | ------------------- | ------------------- | ------------------- | --------------------------------- | --------------------------- | --------------------------- |
| 2023–24               | 10                    | 0                     | 1                     | 1                     | 8                     | 26-60                 | 3                     | 6.                    | 4                   | 3                   | 0                   | 1                   | 0                   | 17-12               | 11                  | 1.                  | Vereség az MŠK Púchov ellen (0-3) | -                           | -                           |
| 2024–25               | 12                    | 1                     | 0                     | 0                     | 11                    | 23:57                 | 3                     | 6.                    | 12                  | 3                   | 1                   | 0                   | 8                   | 39:54               | 11                  | 3.                  | Nem jutott be a rájátszásba       | Nem jutott be a rájátszásba | Nem jutott be a rájátszásba |

## Nézettség
| Szezon  | Teljes nézőszám | Átlagos nézőszám | Helyezés a ligában |
| ------- | --------------- | ---------------- | ------------------ |
| 2023–24 | 1219            | 152              | 11.                |
| 2024–25 | 913             | 152              | 12.                |

## Híres játékosok
- Michal Sersen
- Ladislav Ščurko
- Richard Jenčík